# Niels Alfred Andersen
Niels Alfred Andersen (* 22. Februar 1843 in Roskilde; † 13. Januar 1900 in Sorø) war ein dänischer Kaufmann und Inspektor in Grönland.

## Leben
Niels Alfred Andersen war der Sohn des Kaufmanns Anders Christian Andersen und seiner Frau Dorthea Marie Malte-Bruun. Er besuchte die Schule in seiner Heimatstadt Roskilde, die er 1862 abschloss. Anschließend besuchte er die Universität, wo er 1863 sein Examen philosophicum ablegte und anschließend Theologie studierte. Er schloss das Studium jedoch nicht ab, sondern arbeitete als Hauslehrer in Kopenhagen. Am 5. Dezember 1870 wurde er als Assistent im Packhausbüro bei Den Kongelige Grønlandske Handel angestellt. 1873 wechselte er in die Buchhaltung. Am 24. Juni 1875 heiratete er in Kopenhagen Martha Elisabeth Ingeborg Carlsen (1854–1911), Tochter des Kutschenbauers Niels Peter Carlsen und seiner Frau Elisabeth Kølzow. Aus der Ehe gingen unter anderem die Söhne Carl Andersen (1878–?), Einar Andersen (1880–?) und Just Andersen (1884–1943) hervor, wobei die ersten beiden ebenfalls in Handelsdienste traten, während letzterer als Silberschmied bekannt wurde.
Am 14. Februar 1882 wurde er als Kolonialverwalter in Aasiaat angestellt und übernahm das Amt ab dem 26. Juni. Im Mai 1882 war der Inspektor von Nordgrönland Sophus Theodor Krarup Smith gestorben und sein Amt wurde kommissarisch von Hjalmar Knuhtsen, dem Kolonialverwalter in Appat wahrgenommen. Am 30. Januar 1883 wurde beschlossen, dass Niels Alfred Andersen neuer Inspektor werden sollte und er übernahm das Amt zum 1. Juni. Seine Schwägerin Anna Sophie Carlsen (1860–?) heiratete 1883 in Grönland den Kolonialverwalter Peter Jürgen Petersen (1857–1893). Von 1888 bis 1889 erhielt er ein Jahr lang Urlaub in Dänemark, wobei Hjalmar Knuhtsen ihn vertrat. Niels Alfred Andersen galt als fleißig und reiste viel in seinem Inspektorat umher. Ihm lag das Wohlergehen der Bevölkerung am Herzen und war deswegen überall beliebt. Am 22. März 1895 wurde er zum Ritter des Dannebrogordens ernannt. 1896 ließ er sich erneut beurlauben. Nach seiner Rückkehr im Mai 1897 reiste er schon im September desselben Jahres wieder nach Dänemark, wo er sich in Sorø niederließ. Im März 1898 erlitt er vermutlich einen Schlaganfall und konnte nicht mehr nach Grönland zurückkehren. Am 31. Dezember 1898 wurde er offiziell verabschiedet. Er wurde von Johan Carl Joensen vertreten und 1900 von Jens Daugaard-Jensen abgelöst. Am 10. Januar 1899 wurde er zum Wirklichen Justizrat ernannt. Er starb nur ein Jahr später im Alter von 56 Jahren in seiner Villa Godhavn in Sorø.